# Aselliscus tricuspidatus
Aselliscus tricuspidatus là một loài động vật có vú trong họ Dơi nếp mũi, bộ Dơi. Loài này được Temminck mô tả năm 1835.